# Hydroxynatropyrochlor
Hydroxynatropyrochlor ist ein sehr seltenes Mineral aus der Mineralklasse der Oxide und Hydroxide. Es kristallisiert im kubischen Kristallsystem mit der Zusammensetzung (Na,Ca,Ce)2Nb2O6(OH), ist also ein Natrium-Calcium-Cer-Niobat mit zusätzlichen Hydroxid-Ionen.
Hydroxynatropyrochlor kommt an seiner Typlokalität im Phoscorit und Calcit-Karbonatit in Form von würfeligen und kuboktaedrischen Kristallen von maximal 0,7 mm Größe vor, die Relikte von amorphem Uran-reichem Hydroxykenopyrochlor enthalten. In den gangförmigen Dolomit-Karbonatiten bildet er ebenfalls idiomorphe kuboktaedrische Kristalle bis zu 0,3 mm Größe mit dünnen, bis zu 50 μm mächtigen Randzonen aus U-reichem Hydroxykenopyrochlor.
Die Typlokalität des Hydroxynatropyrochlors ist ein Phoscorit-Karbonatit im Massiv von Kowdor (Koordinaten des Kowdor-Massivs) in der Oblast Murmansk, Föderationskreis Nordwestrussland, Russland.

## Etymologie und Geschichte
Im Schlot von Kowdor sind Minerale der Pyrochlor-Obergruppe relativ weit verbreitet. Bereits 2002 stellten Gregory Ivanyuk und Kollegen fest, dass ca. ein Viertel dieser Minerale in Kowdor aus einer Na-Nb-OH-dominierten Phase bestehen. Auch in anderen Alkaligesteins- und Alkaligesteins-Ultrabasit-Massiven wie den Chibinen oder Sebl’javr war diese Na-Nb-OH-dominierte Phase bereits bekannt. Sie ist jedoch nie vollständig charakterisiert worden, insbesondere fehlten die Bestimmung der Fluor-Gehalte, Kristallstrukturdaten etc.
Erst mit der Entdeckung weiterer Vorkommen dieser Phase in den Erzen von Kowdor war eine vollständige Beschreibung des neuen Minerals insbesondere mit den Daten aus den verschiedenartigen Vorkommen in Kowdor möglich. Das neue Mineral wurde der International Mineralogical Association (IMA) vorgelegt, die es im Jahre 2017 unter der vorläufigen Bezeichnung „IMA 2017-074“ anerkannte. Die wissenschaftliche Erstbeschreibung dieses Minerals erfolgte im Jahre 2018 durch ein russisches Forscherteam mit Gregory Yu. Ivanyuk, Victor N. Yakovenchuk, Taras L. Panikorovskii, Nataliya Konoplyova, Yakov A. Pakhomovsky, Ayya V. Bazai, Vladimir N. Bocharov und Sergey V. Krivovichev im englischen Wissenschaftsmagazin Mineralogical Magazine. Die Autoren benannten das neue Mineral in Übereinstimmung mit der Nomenklatur der Pyrochlor-Obergruppe aufgrund seiner chemischen Zusammensetzung mit einer durch Natrium dominierten A-Position, durch Niob dominierten B-Position sowie durch Hydroxygruppen dominierten Y-Position als Hydroxynatropyrochlor (englisch Hydroxynatropyrochlore).
Das Typmaterial für Hydroxynatropyrochlor wird unter der Katalognummer 1/19679 (Holotyp) in der Sammlung des Mineralogischen Museums der Staatlichen Universität Sankt Petersburg in Sankt Petersburg, Russland, aufbewahrt.
Pyrochlor wurde ursprünglich von Nils Otto Tank (1800–1864) bei Stavern in der norwegischen Provinz Vestfold gefunden und 1826 durch Friedrich Wöhler beschrieben. Wöhler benannte das Mineral aufgrund eines Vorschlags von Jöns Jakob Berzelius nach den griechischen Wörtern πῦς [pyr] und χλωρός [chlorós] für „Feuer“ und „grün“ aufgrund seiner Eigenschaft, nach dem Schmelzen mit Phosphorsalz (Natrium-ammonium-hydrogenphosphat) vor dem Lötrohr zu einem grasgrünen Glas zu erstarren. Im Verlaufe der Jahrzehnte wurde der Terminus Pyrochlor oft unspezifisch und häufig ohne den Hintergrund einer chemischen Analyse verwendet. Das Mineral Pyrochlor wurde im Jahre 2010 diskreditiert.

## Klassifikation
Die aktuelle Klassifikation der International Mineralogical Association (IMA) zählt den Hydroxynatropyrochlor zur Pyrochlor-Obergruppe mit der allgemeinen Formel A2–mB2X6–wY1–n, in der A, B, X und Y unterschiedliche Positionen in der Struktur der Minerale der Pyrochlor-Obergruppe mit A = Na, Ca, Sr, Pb2+, Sn2+, Sb3+, Y, U, □, oder H2O; B = Ta, Nb, Ti, Sb5+ oder W; X = O, OH oder F und Y = OH−, F, O, □, H2O oder sehr große (>> 1,0 Å) einwertige Kationen wie K, Cs oder Rb repräsentieren. Zur Pyrochlor-Obergruppe gehören neben Hydroxynatropyrochlor noch Fluorcalciomikrolith, Fluornatromikrolith, Hydrokenomikrolith, Hydroxycalciomikrolith, Hydroxykenomikrolith, Kenoplumbomikrolith, Oxynatromikrolith, Oxystannomikrolith, Oxystibiomikrolith, Cesiokenopyrochlor, Fluorcalciopyrochlor, Fluornatropyrochlor, Hydrokenopyrochlor, Hydropyrochlor, Hydroxycalciopyrochlor, Hydroxykenopyrochlor, Hydroxymanganopyrochlor, Oxycalciopyrochlor, Fluorcalcioroméit, Hydroxycalcioroméit, Hydroxyferroroméit, Oxycalcioroméit, Oxyplumboroméit, Hydrokenoelsmoreit, Hydroxykenoelsmoreit, Fluornatrocoulsellit und Hydrokenoralstonit.
Hydroxynatropyrochlor bildet zusammen mit Cesiokenopyrochlor, Fluorcalciopyrochlor, Fluornatropyrochlor, Hydrokenopyrochlor, Hydropyrochlor, Hydroxycalciopyrochlor, Hydroxykenopyrochlor, Hydroxymanganopyrochlor und Oxycalciopyrochlor innerhalb der Pyrochlor-Obergruppe die Pyrochlorgruppe.
Die mittlerweile veraltete, aber teilweise noch gebräuchliche 8. Auflage der Mineralsystematik nach Strunz führt den Hydroxynatropyrochlor noch nicht auf. Er würde zur Mineralklasse der „Oxide und Hydroxide“ und dort zur allgemeinen Abteilung der „Oxide mit Verhältnis Metall : Sauerstoff = 2 : 3 (M2O3 und verwandte Verbindungen)“ gehören, wo er zusammen mit Bariopyrochlor (diskreditiert 2010, möglicherweise „Zero-valent-dominanter Pyrochlor“), Bismutopyrochlor (diskreditiert 2010, möglicherweise „Oxynatropyrochlor“), Calciobetafit (diskreditiert 2010), Ceriopyrochlor-(Ce) (diskreditiert 2010, möglicherweise „Fluorkenopyrochlor“), Kalipyrochlor (2010 zu Hydropyrochlor redefiniert), Plumbopyrochlor (diskreditiert 2010, möglicherweise „Oxyplumbopyrochlor“ oder „Kenoplumbopyrochlor“), Pyrochlor (diskreditiert 2010, seitdem Gruppen- und Obergruppen-Name; hierzu gehören die möglicherweise neuen Spezies „Oxynatropyrochlor“, „Hydroxycalciopyrochlor“, „Fluorcalciopyrochlor“ und „Fluorkenopyrochlor“), Uranpyrochlor (diskreditiert 2010, möglicherweise „Oxynatropyrochlor“), Strontiopyrochlor (diskreditiert 2010, möglicherweise „Fluorstrontiopyrochlor“ oder „Fluorkenopyrochlor“) und Yttropyrochlor-(Y) (diskreditiert 2010, möglicherweise „Oxyyttropyrochlor-(Y)“) die „Pyrochlor-Gruppe, Pyrochlor-Untergruppe“ mit der System-Nr. IV/C.17 gebildet hätte.
Die seit 2001 gültige und von der International Mineralogical Association (IMA) verwendete 9. Auflage der Strunz’schen Mineralsystematik kennt den Hydroxynatropyrochlor ebenfalls noch nicht. Er würde in die Abteilung der „Oxide mit dem Stoffmengenverhältnis Metall : Sauerstoff = 1 : 2 und vergleichbare“ eingeordnet werden. Diese ist weiter unterteilt nach der relativen Größe der beteiligten Kationen und der Kristallstruktur, so dass das Mineral entsprechend seiner Zusammensetzung und seinem Aufbau in der Unterabteilung „Mit großen (± mittelgroßen) Kationen; Lagen kantenverknüpfter Oktaeder“ zu finden wäre, wo es zusammen mit allen Vertretern der Pyrochlor-, Mikrolith-, Betafit-, Roméit- und Elsmoreitgruppen die Pyrochlor-Übergruppe mit der System-Nr. 4.DH.15 bilden würde. Hydroxynatropyrochlor wäre dabei zusammen mit Fluorcalciopyrochlor, Fluornatropyrochlor, Fluorkenopyrochlor, Fluorstrontiopyrochlor, Hydropyrochlor (ehemals Kalipyrochlor), Hydroxycalciopyrochlor, Kenoplumbopyrochlor, Oxycalciopyrochlor (ehemals Stibiobetafit), Oxynatropyrochlor, Oxyplumbopyrochlor und Oxyyttropyrochlor-(Y) in der Pyrochlorgruppe zu finden.
Auch die vorwiegend im englischen Sprachraum gebräuchliche Systematik der Minerale nach Dana kennt den Hydroxynatropyrochlor noch nicht. Er würde in die Klasse der „Oxide und Hydroxide“, dort allerdings in die Abteilung der „Mehrfachen Oxide mit Nb, Ta und Ti“ eingeordnet werden. Hier wäre er zusammen mit Pyrochlor, Kalipyrochlor, Bariopyrochlor, Yttropyrochlor-(Y), Ceriopyrochlor-(Ce), Plumbopyrochlor, Uranpyrochlor, Strontiopyrochlor und Bismutopyrochlor (alle seit 2010 diskreditiert, vgl. unter Systematik der Minerale nach Strunz, 8. Auflage) in der „Pyrochlor-Untergruppe; Nb>Ta;(Nb+Ta)>2(Ti)“ mit der System-Nr. 08.02.01 innerhalb der Unterabteilung der „Mehrfache Oxiden mit Nb, Ta und Ti mit der Formel A2(B2O6)(O,OH,F)“ zu finden.

## Chemismus
Mikrosondenanalysen an zwei verschiedenen Hydroxynatropyrochlor-Körnern von der Typlokalität lieferten Mittelwerte von 7,97 % Na2O; 10,38 % CaO; 4,71 % TiO2; 0,42 % FeO; 56,44 % Nb2O5; 3,56 % Ce2O3; 4,73 % Ta2O5; 5,73 % ThO2; 3,66 % UO2; 0,05 % F; 2,37 % H2O (abgeschätzt aus dem Massendefizit; Anwesenheit von OH bestätigt durch Raman-Spektroskopie) und [(O ≡ F) –0,02 %, Summe = 100,00 %]. Auf der Basis von Nb+Ta+Ti = 2 Atomen pro Formeleinheit wurde daraus die empirische Formel (Na1,02Ca0,73Ce0,09Th0,09U0,05Fe2+0,02)Σ=2,00(Nb1,68Ti0,23Ta0,09)Σ=2,00O6,03(OH1,04F0,01)Σ=1,05 berechnet, die zu (Na,Ca,Ce)2Nb2O6(OH) vereinfacht wurde.
Das neben Hydroxynatropyrochlor einzige Mineral mit der Elementkombination Na – Nb – O – H ist Franconit, Na(Nb2O5)(OH)·3H2O. Chemisch ähnlich ist u. a. Fersmit, (Ca,Ce,Na)(Nb,Ta,Ti)2(O,OH,F)6.
In den Mineralen der Pyrochlor-Obergruppe des Phoscorit-Karbonatit-Komplexes von Kovdor nehmen auf der A-Position sowohl die Natrium- als auch die Calcium-Gehalte in dem Maße ab wie die Summe der Gehalte an Elementen mit hohen Ladungen (REE+Th+U) zunimmt. Das weist darauf hin, dass Natropyrochlor ein Resultat der komplexen Substitution von Ca2+ durch REE3+, Th4+ und U4+ (± Na+ und □) in der Na-Ca-Pyrochlor-Mischkristallreihe, (NaCa)Nb2O6(OH,F), gemäß NaCa ↔ NaCa0,7REE0,2□0,1; NaCa ↔ NaCa0,5(Th,U)0,25□0,25; NaCa ↔ Na1,5REE0,5; NaCa ↔ Na1,6(Th,U)0,1□0,3 etc. ist. Nimmt die Summe (U+Th) Gehalte von > 20 Gew.-% an, führt dies zu einer Metamiktisierung des Minerals, zur Abnahme von Na und Ca, der Zunahme des Gehaltes an H2O und schließlich zur Transformation des Minerals in Hydroxykenopyrochlor. Der F-Gehalt der Natropyrochlore variiert zwischen 0 und 0,51 a.p.f.u. (Atome pro Formeleinheit), so dass ein kleiner Teil der untersuchten Proben dem Mineral Fluornatropyrochlor entspricht.
Innerhalb der Pyrochlor-Obergruppe sind theoretisch durch die vier verschiedenen zu besetzenden Positionen eine Vielzahl von Substitutionsmöglichkeiten vorhanden. Hydroxynatropyrochlor ist das OH-dominante Analogon zum F-dominierten Fluornatropyrochlor und das Na-dominante Analogon zum Ca-dominierten Hydroxycalciopyrochlor, zum Mn-dominierten Hydroxymanganopyrochlor und zum Vakanz-dominierten Hydroxykenopyrochlor. Untergruppen-übergreifend existieren keine Vertreter der Pyrochlor-Obergruppe mit Na-Dominanz auf der A-Position und gleichzeitiger OH-Dominanz auf der Y-Position.

## Kristallstruktur
Hydroxynatropyrochlor kristallisiert im kubischen Kristallsystem in der Raumgruppe Fd3m (Raumgruppen-Nr. 227) mit dem Gitterparameter a = 10,3276 Å sowie acht Formeleinheiten pro Elementarzelle.
Die Kristallstruktur des Hydroxynatropyrochlors kann als dreidimensionales oktaedrisches Gerüst aus eckenverknüpften BO6-Oktaedern beschrieben werden, wobei in den Zwischenräumen dieses Gerüsts die A-Kationen (Na,Ca,Ce,Th,U,Fe2+) sowie die OH-Gruppen sitzen. Die Kationen Na und Nb nehmen die Positionen 16c bzw. 16d ein, während O und OH auf den Positionen 48f und 8a sitzen.
Die kristallchemische Formel des Holotyp-Hydroxynatropyrochlors kann als
(Na1,02Ca0,70□0,08Ce0,07Th0,07U0,06)Σ=2,00(Nb1,68Ti0,19Ta0,13)Σ=2,00[O5,96(OH)0,04]Σ=6,00(OH)1,00 geschrieben werden, was gut mit der o. g. empirischen Formel übereinstimmt.
Hydroxynatropyrochlor ist isotyp (isostrukturell) zu allen anderen in der Raumgruppe Fd3m (Raumgruppen-Nr. 227) kristallisierenden Vertretern der Pyrochlor-Obergruppe.

## Eigenschaften

### Morphologie
Hydroxynatropyrochlor findet sich an seiner Typlokalität in den Phoscoriten und Calcit-Karbonatiten in Form von gut ausgebildeten würfeligen und kuboktaedrischen Kristallen von maximal 0,7 mm Größe, die gewöhnlich unregelmäßig ausgebildete Relikte von amorphem, U-reichem Hydroxykenopyrochlor enthalten. In den Dolomit-Karbonatit-Gängen wird der Hydroxynatropyrochlor hingegen in idiomorphen kuboktaedrischen Kristallen von höchsten 0,3 mm Größe beobachtet, die zumeist eine bis zu 50 μm dicke Randzone aus U-reichem Hydroxykenopyrochlor aufweisen.

### Physikalische und chemische Eigenschaften
Die Kristalle des Hydroxynatropyrochlors sind an der Typlokalität blassbraun und im durchfallenden Licht hellbraun, während ihre Strichfarbe dagegen immer weiß ist.
Die Oberflächen des durchscheinenden bis durchsichtigen Hydroxynatropyrochlors zeigen einen diamant- bis fettartigen Glanz, was sehr gut mit dem sehr hohen Wert für die Lichtbrechung (n = 2,10) übereinstimmt. Hydroxynatropyrochlor ist optisch isotrop.
Hydroxynatropyrochlor weist keine Teilbarkeit, aber eine deutliche Spaltbarkeit nach dem Oktaeder {111} auf. Aufgrund seiner Sprödigkeit bricht er aber ähnlich wie Quarz, wobei die Bruchflächen muschelig ausgebildet sind.
Mit einer Mohshärte von ≈ 5 gehört das Mineral zu den mittelharten Mineralen und lässt sich wie das Referenzmineral Apatit mit einem Taschenmesser noch ritzen. Die gemessenen Dichte für Hydroxynatropyrochlor beträgt 4,60 g/cm³, die berechnete Dichte 4,77 g/cm³. Hydroxynatropyrochlor zeigt weder im langwelligen noch im kurzwelligen UV-Licht eine Fluoreszenz. Angaben zur Kathodolumineszenz unter dem Elektronenstrahl fehlen für das Mineral.
Hydroxynatropyrochlor ist langsam löslich in heißer Salzsäure (HCl).

## Bildung und Fundorte
Die Typlokalität für Hydroxynatropyrochlor ist das Massiv von Kowdor in der Oblast Murmansk, Föderationskreis Nordwestrussland, Russland. Er tritt hier als charakteristisches akzessorisches Mineral sowohl in einem Phoscorit mit nur geringen Carbonatgehalten in der Kontaktzone des Phoscorit-Karbonatit-Schlots mit dem Nebengestein (Foidolit) als auch im karbonatreichen Phoscorit sowie dem Karbonatit aus dem Zentrum des Schlotes auf. „Phoscorit“ (Foskorit) ist abgeleitet vom Namen der „Phosphat Development Corporation“ (FOSKOR) in Südafrika und bezeichnet ultramafische plutonische Magnetit-Apatit-Gesteine mit Forsterit, Diopsid oder Phlogopit, die in enger Assoziation mit Karbonatiten auftreten. Die häufigsten Nebenkomponenten sind Calcit, Dolomit, Phlogopit, Tetraferriphlogopit und Richterit, die wichtigsten Akzessorien Baddeleyit, Pyrochlor, Pyrrhotin und Chalkopyrit. Weltweit sind nur ca. 25 Lokalitäten für dieses Gestein bekannt.
Typische Begleitminerale des Hydroxynatropyrochlors an seiner Typlokalität sind Calcit, Dolomit, Forsterit, Hydroxylapatit, Magnetit und Phlogopit, akzessorische Begleiter sind Baddeleyit, Baryt, Barytocalcit, Chalkopyrit, Chamosit–Klinochlor, Galenit, Gladiusit, Juonniit, Ilmenit, Magnesit, Pyrit, Pyrrhotin, Quintinit, Spinell, Strontianit, Valleriit und Zirkonolith.
Im Phoscorit-Karbonatit-Schlot von Kowdor fand eine intensive hydrothermale Alteration primärer Minerale statt, die von der Bildung zahlreicher sekundärer Phasen wie Klinochlor oder Glagolevit nach Phlogopit, Klinohumit und Serpentin nach Forsterit, Pyrochlor und Zirkonolith nach Baddeleyit etc. begleitet wurde.
Der höhere Gehalt von Nb und Sc in Baddeleyit aus den zentralen Bereichen des carbonatreichen Phoscorits und Karbonatits aufgrund der Substitution 2Zr4+ ↔ Sc3+ + Nb5+ führte zu einer intensiven Verdrängung dieses Minerals durch Vertreter der Pyrochlor-Obergruppe sowie die Bildung von Scandium-Phosphaten gemäß
24 Baddeleyit (Sc-Nb-Endglied) + 12 Dolomit + 8 Apatit + 56 H2O + 10 CO2 + 6 Na+ → 6 Pyrochlor (NaCaNb2O6(OH)) + 34 Calcit + 12 Juonniit + 3H2.
Infolgedessen sind die im Kowdor-Komplex vorkommenden Minerale aus der Pyrochlor-Obergruppe sekundäre, hydrothermal gebildete Minerale, die hauptsächlich bei der Alteration  von Niob-reichem Baddeleyit entstanden sind. Hydroxynatropyrochlor bildet sich aus einem hypothetischen Na-Ca-Pyrochlor, NaCaNb2O6(OH), infolge der bevorzugten Substitution von Ca durch REE, Th und U. Der Anstieg der Gehalte von U und Th führt zu einer Metamiktisierung des Pyrochlors. Ferner wird im letzten Stadium der Bildung des Phoscorit-Karbonatit-Schlots Hydroxynatropyrochlor teilweise in Fluornatropyrochlor mit gleichen Gehalten an OH und F umgewandelt, wobei diese Reaktion von einer ähnlich gearteten Umwandlung von Hydroxylapatit in Fluorapatit begleitet wird.
Als extrem seltene Mineralbildung konnte der Hydroxynatropyrochlor bisher (Stand 2018) weltweit nur von seiner Typlokalität beschrieben werden. Fundstellen für Hydroxynatropyrochlor in Deutschland, Österreich und der Schweiz sind damit unbekannt.

## Verwendung
Hydroxynatropyrochlor ist aufgrund seiner Nb2O5-Gehalte von ca. 56 Gew.-% ein reiches Niob-Erz. Die Vertreter der Pyrochlor-Obergruppe sind im Phoscorit-Karbonatit-Schlot von Kowdor relativ häufig und erreichen nach E. M. Epstein und Kollegen in den zentralen Bereichen des Schlotes ökonomisch verwertbare Konzentrationen.